# Šárka (Janáček)
Šárka (JW 1/1) ist eine Oper in drei Akten von Leoš Janáček auf ein Libretto von Julius Zeyer nach dessen eigenem Drama (1887). Die Uraufführung erfolgte am 11. November 1925 im Nationaltheater Brünn.

## Handlung
Der Stoff beruht auf dem sagenhaften Mägdekrieg. Die Amazone Šárka und ihre Truppe kriegerischer Jungfrauen verfolgen Männer, die es an Respekt für Přemysl fehlen ließen. Das führt zum Tod des Helden Ctirad, den Šárka liebt. Sie opfert sich während der Bestattung ihres Liebhabers.

## Instrumentation
Die Orchesterbesetzung der Oper enthält die folgenden Instrumente:
- Holzbläser: zwei Flöten, zwei Oboen, Englischhorn, zwei Klarinetten, Bassklarinette, zwei Fagotte, Kontrafagott
- Blechbläser: vier Hörner, zwei Trompeten, drei Posaunen, Tuba
- Pauken, Schlagzeug: Tamtam, Glocken
- Harfe
- Streicher

## Werkgeschichte
Šárka ist Janáčeks erste Oper. Sie basiert auf einem Libretto von Julius Zeyer, das dieser eigentlich für Antonín Dvořák geschrieben hatte. Zeyer verweigerte Janáček daher die Textrechte. Dennoch entwarf er 1887 das Particell und instrumentierte im folgenden Jahr die beiden ersten Akte, wobei er noch einige Änderungen vornahm. Nach 1916, nachdem die Rechte an Zeyers Libretto abgelaufen waren, überarbeitete er das Werk erneut, wobei er die Instrumentation des dritten Akts seinem Schüler Osvald Chlubna überließ. Eine letzte Überarbeitung erfolgte 1924 als Vorbereitung zur Uraufführung.
Die Uraufführung erfolgte am 11. November 1925 im Nationaltheater Brünn unter der Leitung von František Neumann mit Emil Olšovský als Ctirad und Hana Pírková als Šárka. Regie führte Otakar Zítek. Weitere Inszenierungen gab es 1938 in Olmütz, 1958 in Brünn und 1978 in Ostrau.

## Aufnahmen
- Mulktisonic (1953): Alena Nováková (Šárka), Antonín Jurečka (Ctirad), František Kunc (Přemysl), Josef Válka (Lumír), Chor von Radio Brno, Radiosymphonieorchester Brno unter Břetislav Bakala
- Supraphon (2000): Eva Urbanová (Šárka), Peter Straka (Ctirad), Ivan Kusnjer (Přemysl), Jaroslav Březina (Lumír), Philharmonischer Chor Prag, Tschechische Philharmonie unter Charles Mackerras